# 巴统
巴统（羅馬化：Batumi，發音：[bɑtʰumi]），是格鲁吉亚西南部阿扎尔自治共和国的城市及其首府，坐落于黑海之滨，为当地著名的旅游胜地。人口約18萬，是喬治亞人口第二多的城市。
巴統是格魯吉亞重要的港口和商業中心。由於巴統有着副热带湿润气候，因此當地有著豐富的農業生產，如柑橘屬水果和茶葉。

## 歷史

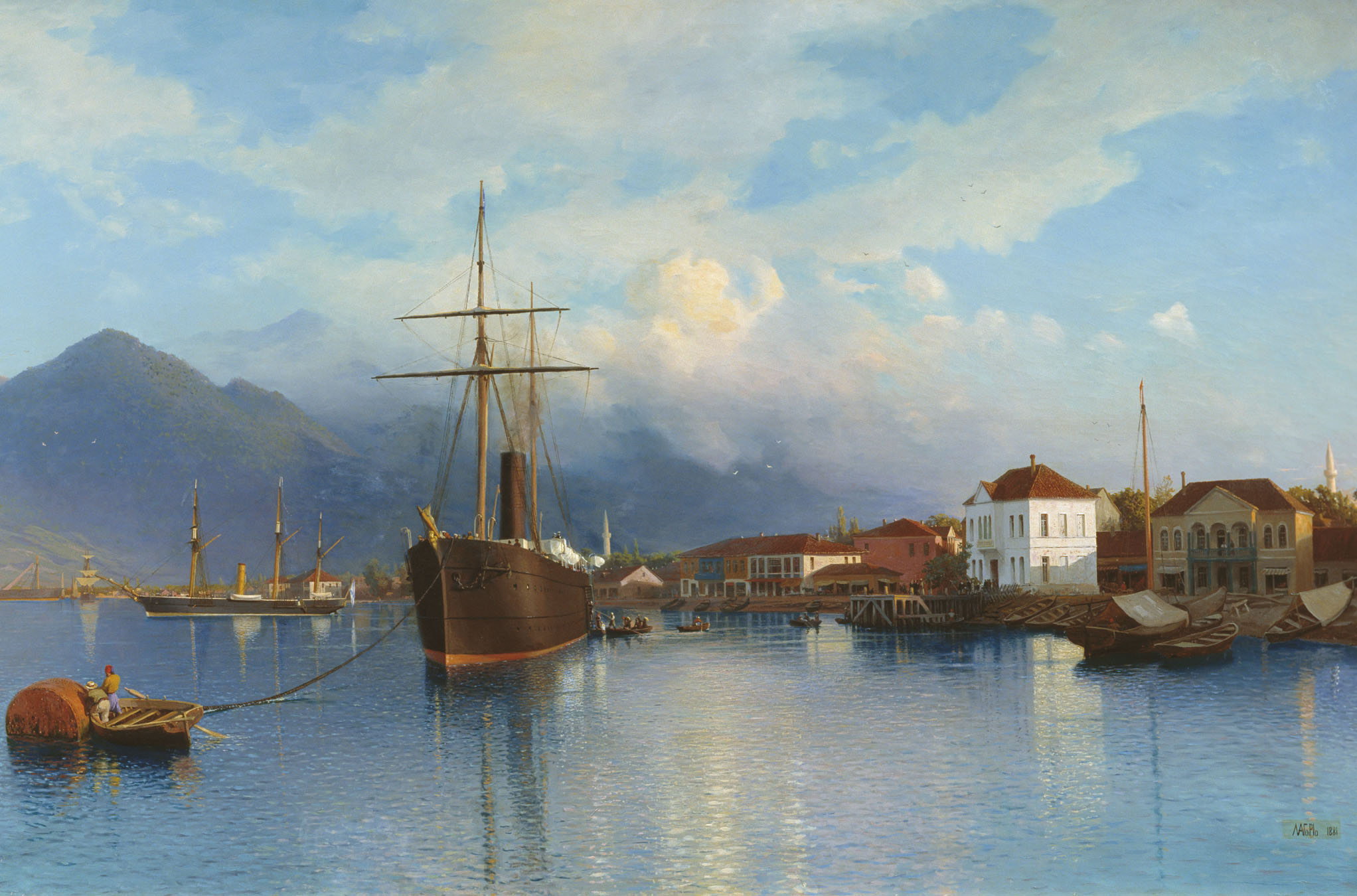
1881年的巴統港

巴統正處科爾基斯的其中一個古希臘的殖民地。10世紀時，巴統是新統一的格魯吉亞王國的一部分。從15世紀開始，巴統就受到鄂圖曼帝國和喬治亞人的反復爭奪，直至1723年巴統成為了鄂圖曼帝國的一部分為止。土耳其人的征服開始了迄今巴統地區的伊斯蘭化，但此行動在19世紀中期俄羅斯帝國佔領格鲁吉亚後就終止了，並得到很大程度的逆轉。
1878年3月23日聖斯特凡諾條約簽訂，巴統改由俄羅斯帝國統治。由于巴库发现石油，西方资本包括罗斯柴尔德家族投资了巴统使得它成为一个面向西方的中转港。来自巴库的石油在这里被精炼并装船运往法国等地。1878年8月28日，巴統被宣佈為自由港，這到1886年才終止。巴統城的拓展自1883年開始，連接巴統－第比利斯－巴庫的鐵路建設則在1900年完成。1901年，1917年俄國革命前16年，未來蘇聯的領導者史太林曾在巴統城內發動若干次罷工并被捕。
一戰期間的動盪使土耳其在1918年4月進入和占领巴統地區，英國軍隊則在12月進入，並在當地逗留至1920年7月。
穆斯塔法·凱末爾·阿塔圖爾克後來把巴統交給布爾什維克，條件是保留足夠的自治權以保障當地穆斯林的權益。蘇聯解體後，巴統成為了新獨立的喬治亞的一座城市。
在2007年7月，格魯吉亞的憲法法院所在地從首都第比利斯遷至巴統，以促進鄰近地區的發展。

## 人口與宗教

巴統的聖母東正教大教堂(前身為天主教堂)

根據2014年的人口調查，巴統的人口為152,839人，人口密度為2355,0每平方公里。在市內居住的種族包括:
- 喬治亞人 142,691人
- 亞美尼亞人 4,636人
- 俄羅斯人 2,889人
- 烏克蘭人 628人
- 希臘人 289人
- 阿塞拜疆人 269人
- 阿布哈茲人 229人
- 雅茲迪教徒 76人
- 奧塞提亞人 71人
- 基斯特人（英语：Kist people） 4人[3]

巴統的市民有著不同的宗教信仰，如喬治亞正教會、羅馬天主教、亞美尼亞使徒教會、伊斯蘭教和猶太教等，各宗教均有各自的禮拜場所。

## 氣候
巴統位於副熱帶濕潤氣候區北緣。巴統由於靠近黑海，又受到鄰近的山脈等地形影響，巴統全年有著顯著的降雨量。這使巴統成為了喬治亞，甚至是整個高加索地區最濕潤的城市。
巴統的年平均溫度大約14 °C（57 °F），一月為最冷的月份，其月均溫為7 °C（45 °F）；八月則是最熱的月份，其月均溫為22 °C（72 °F）。而記錄的絕對最低溫度為
−9 °C（16 °F），最高溫度則為40 °C（104 °F）。全年有239日巴統的溫度高於10 °C（50 °F）；城市每年的日照時數則為1958小時。
巴統的年平均降雨量為2,718毫米（107.0 英吋），其中九月是最濕潤的月份，其月平均降雨量為335毫米（13.2英吋）；而五月則是最乾燥的月份，其月平均降雨量為92毫米（3.6英吋）。巴統一般沒有顯著的降雪量，甚少累積超過30毫米的降雪，每年只有12日會被雪覆蓋。巴統的平均相對濕度範圍為70%-80%。
| 巴統                | 巴統       | 巴統      | 巴統      | 巴統      | 巴統     | 巴統      | 巴統      | 巴統       | 巴統       | 巴統       | 巴統       | 巴統       | 巴統          |
| 月份                | 1月        | 2月       | 3月       | 4月       | 5月      | 6月       | 7月       | 8月        | 9月        | 10月       | 11月       | 12月       | 全年          |
| ------------------- | ---------- | --------- | --------- | --------- | -------- | --------- | --------- | ---------- | ---------- | ---------- | ---------- | ---------- | ------------- |
| 历史最高温 °C（°F） | 23 (73)    | 26 (79)   | 28 (82)   | 32 (90)   | 33 (91)  | 36 (97)   | 40 (104)  | 32 (90)    | 34 (93)    | 31 (88)    | 30 (86)    | 28 (82)    | 40 (104)      |
| 平均高温 °C（°F）   | 10 (50)    | 11 (52)   | 12 (54)   | 16 (61)   | 19 (66)  | 23 (73)   | 26 (79)   | 26 (79)    | 23 (73)    | 19 (66)    | 16 (61)    | 12 (54)    | 18 (64)       |
| 日均气温 °C（°F）   | 7 (45)     | 7 (45)    | 9 (48)    | 12 (54)   | 16 (61)  | 20 (68)   | 22 (72)   | 22 (72)    | 20 (68)    | 16 (61)    | 12 (54)    | 9 (48)     | 14 (58)       |
| 平均低温 °C（°F）   | 4 (39)     | 4 (39)    | 5 (41)    | 9 (48)    | 13 (55)  | 17 (63)   | 19 (66)   | 19 (66)    | 16 (61)    | 13 (55)    | 9 (48)     | 6 (43)     | 11 (52)       |
| 历史最低温 °C（°F） | −5 (23)    | −7 (19)   | −5 (23)   | 1 (34)    | 5 (41)   | 6 (43)    | 11 (52)   | 7 (45)     | 10 (50)    | 1 (34)     | 1 (34)     | −6 (21)    | −7 (19)       |
| 平均降水量 mm（）   | 281 (11.1) | 228 (9.0) | 174 (6.9) | 122 (4.8) | 92 (3.6) | 163 (6.4) | 182 (7.2) | 255 (10.0) | 335 (13.2) | 306 (12.0) | 304 (12.0) | 276 (10.9) | 2,718 (107.1) |
| [ 來源請求 ]        |            |           |           |           |          |           |           |            |            |            |            |            |               |

## 交通
巴統國際機場在巴統城以南2公里（1.2英哩）處，為巴統的航空交通服務。此機場是格魯吉亞國內三個國際機場之一，有著前往國內（如首都第比利斯）、東歐多國（如俄羅斯、烏克蘭和白俄羅斯等）及土耳其的航線。
此外，巴統城內亦有著自行車共享系統（BatumVelo），讓市民能夠使用智能卡租借市內街道的單車使用。

## 友好城市
- 西班牙 圣塞瓦斯提安（1987年）[5]
- 義大利 巴里（1987年）[5]
- 美国 薩凡納（1992年）[5]
- 希腊 比雷埃夫斯（1996年）[5]
- 中华人民共和国 淄博（1997年）
- 俄羅斯 基斯洛沃茨克（1997年）
- 土耳其 特拉布宗（2000年）[5]
- 亞美尼亞 瓦纳佐尔（2006年）
- 希腊 沃洛斯 （2007年）[5]
- 乌克兰 雅爾達 （2008年）[5]
- 保加利亚 布拉戈耶夫格勒（2008年）[5]
- 乌克兰 捷爾諾波爾（2011年）[5]

## 當地景觀

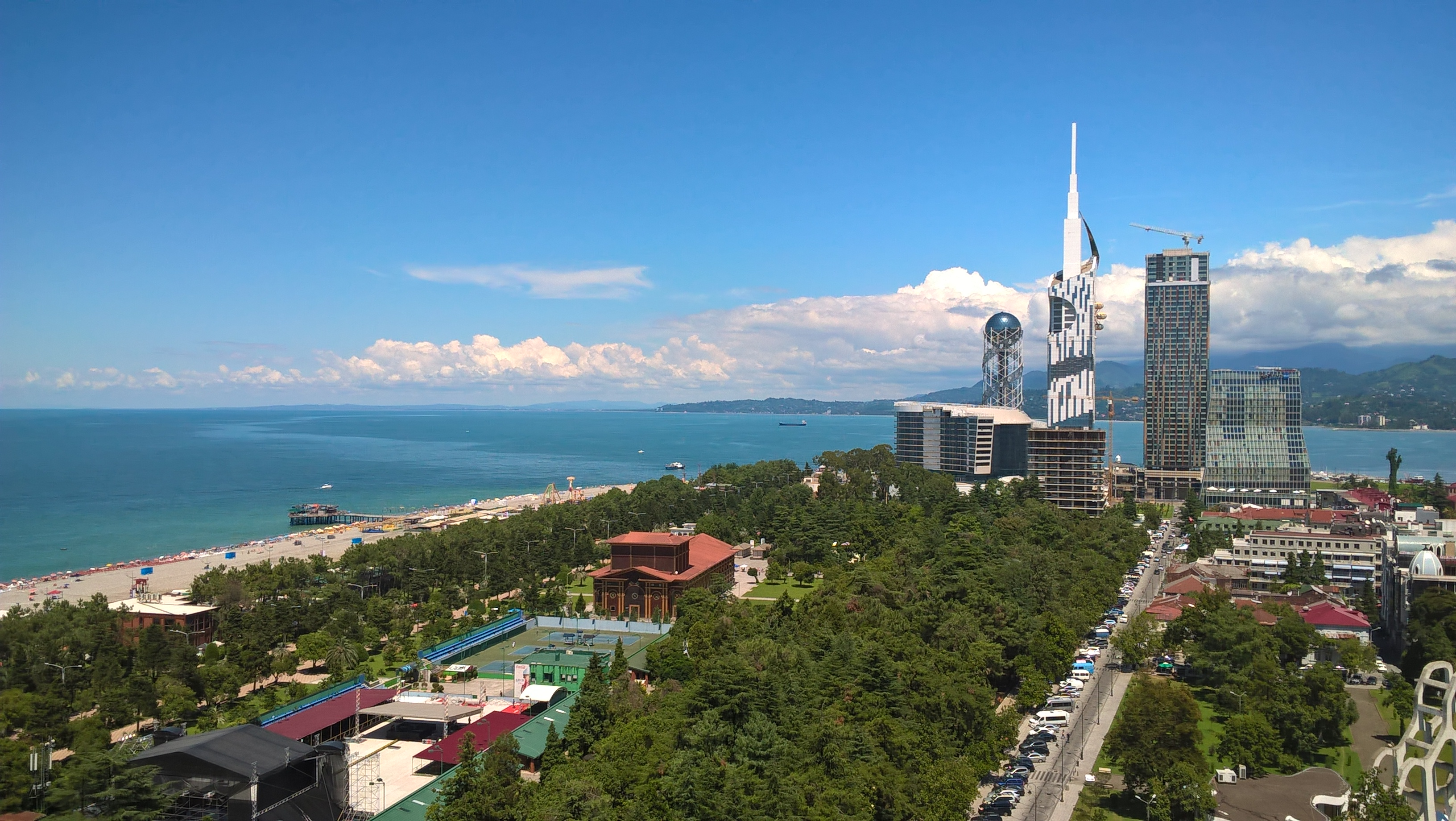
海边风景
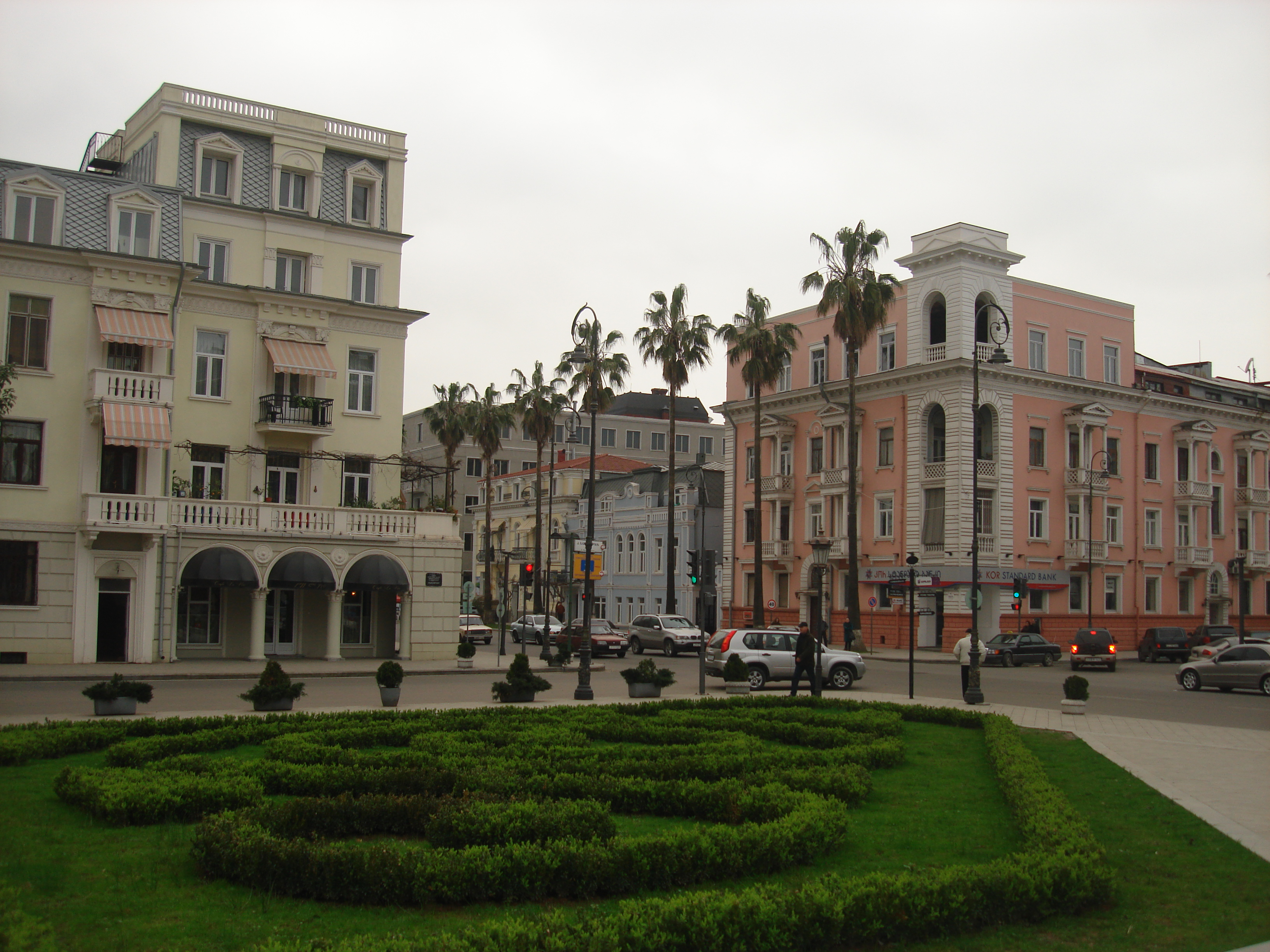
巴統海神廣場
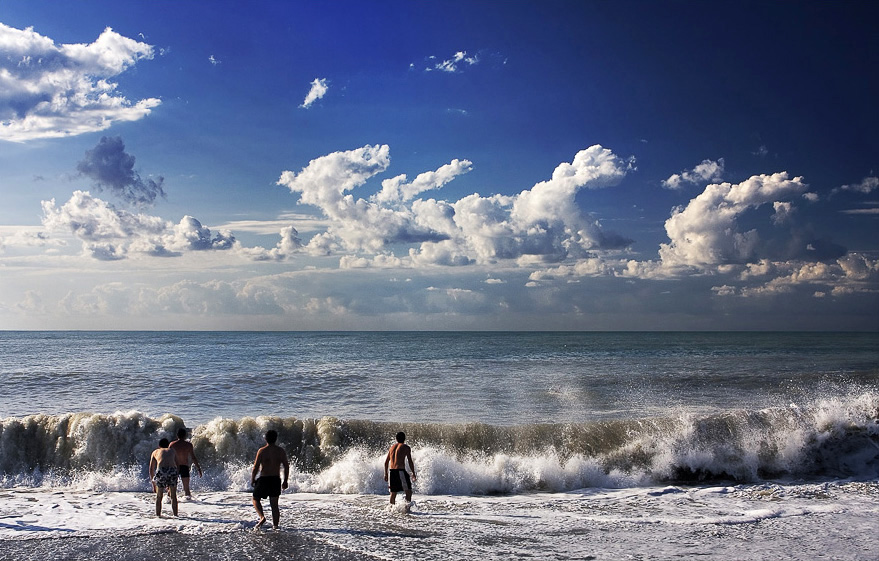
夏天時巴統的海岸
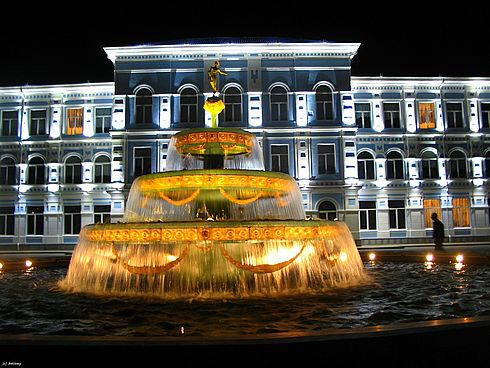
巴統大學的噴泉
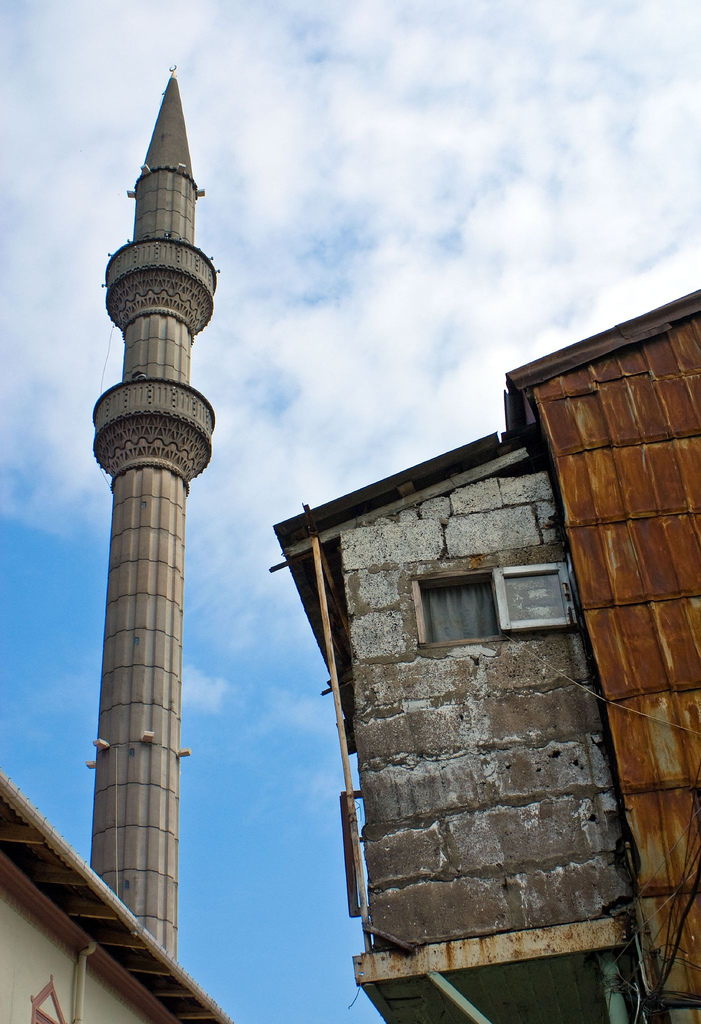
巴統清真寺